# Kapitän Sindbad
Kapitän Sindbad (Originaltitel: Captain Sindbad) ist ein Fantasyfilm aus dem Jahr 1963. Die US-amerikanische Produktion entstand unter der Regie von Byron Haskin. In den Hauptrollen sind Guy Williams, Heidi Brühl, Pedro Armendáriz und Abraham Sofaer zu sehen. Die Trickaufnahmen stammen von Tom Howard.

## Handlung
Der finstere Despot El-Kerim hat die Macht im Königreich Baristan an sich gerissen. Nur noch einer, so glaubt er, könne ihm noch gefährlich werden: Kapitän Sindbad, der Seefahrer. Dieser ist gerade dabei, von einem seiner zahlreichen Abenteuer auf hoher See und in fremden Ländern nach Baristan heimzukehren, um die Prinzessin Jana zu heiraten. Diese ahnt, dass Sindbad von El-Kerim Böses droht. Sie überredet Zauberer Galgo dazu, sie in einen kleinen Vogel zu verzaubern, damit sie Sindbad entgegenfliegen und ihn vor El-Kerim und der gestellten Falle warnen kann. Jana gelingt es zu entkommen, als gerade die Wachen des Despoten Galgo festnehmen und ihn zu ihrem Herrn bringen. Auch El-Kerim kann zaubern, und so verwandelt er die Wachen in gewaltige Falken, die mit ihren Krallen schwere Felsbrocken über die See tragen sollen, um sie auf Sindbads Schiff abzuwerfen und ihn und seine Mannschaft auf hoher See zum Kentern zu bringen.
Jana in Gestalt des Vogels landet auf dem Segler, doch ehe sie ihre warnende Botschaft loswerden kann, zerschmettern die Felsbrocken das Schiff. Sindbad und einige seiner Mitstreiter können sich an ein nahes Ufer retten. Galgo lässt unterdessen einen seiner Arme zu enormer Länge anwachsen, um so aus großer Entfernung den magischen Ring El-Kerims, mit er seinen schwarzen Zauber ausübt, zu ergreifen. Doch dieser erwacht und wendet einen Gegenzauber an, mit dem er die lange Hand Galgos verbrennt.
Sindbad gelingt die Heimkehr nach Baristan und er lässt sich als unbedeutender Dieb verhaften, um dem Herrscher direkt gegenübertreten zu können. Doch El-Kerim erkennt in dem angeblich harmlosen Dieb den Bewerber um die Gunst von Prinzessin Jana. Daraufhin verurteilt er Sindbad zum Tode. Dieser kann sich seiner Fesseln entledigen und sticht El-Kerim mit dem Schwert ins Herz. Doch El-Kerim kann nicht sterben, denn er hat überhaupt kein Herz.
So wird Sindbad erneut gefangen genommen und soll am nächsten Tag in der Arena vor einem großen Publikum hingerichtet werden, indem er gegen eine unsichtbare Bestie kämpfen soll, die „das Ding“ genannt wird. In diesem ungleichen Zweikampf setzt „das Ding“ versehentlich mit einer Fackel die ganze Arena in Flammen, sodass Sindbad im daraufhin einsetzenden, allgemeinen Durcheinander die Flucht gelingt. Sindbad geht zu Galgo, um mehr über El-Kerims Schwachstelle zu erfahren. Dieser hatte sich einst sein Herz entfernen lassen und hält es in einem Glockenturm verwahrt, wo es eine übernatürliche Macht bewacht. El-Kerim besteht darauf, dass ihn die mittlerweile zurückverwandelte Prinzessin Jana heiratet. Da sie sich weigert, soll auch sie hingerichtet werden.
Sindbad macht sich nun mit seinen Männern auf den Weg zu dem Glockenturm. Dafür müssen sie unheimliche Sümpfe durchwaten, wo fleischfressende Lianen, prähistorische Ungeheuer und Lavagruben sie bedrohen und sie einen Kampf gegen ein mehrköpfiges Drachenungeheuer überstehen müssen. Sindbad kann schließlich den Glockenturm erklimmen und findet das Herz El-Kerims, eingeschlossen in einen Kristall und von einer gewaltigen Hand bewacht, die Sindbad kreuz und quer durch den Glockenturm jagt. Mit einem mitgeführten Haken, den er nach dem Kristall wirft, kann Sindbad die Schützhülle vom Herz entfernen, sodass in El-Kerim im fernen Baristan einen Herzanfall erleidet. Schließlich gelingt es Sindbad sogar auch noch die Riesenhand zu besiegen.
El-Kerim kommt daraufhin in Begleitung von Galgo in einem Flügelwagen herangeflogen, um sein Herz zu schützen. Als er den Turm erreicht, ist Sindbad gerade dabei, das Herz El-Kerims zu durchstoßen. Beide Männer liefern sich ein Fechtduell, während Galgo das Herz an sich reißt und es aus dem Turm schleudert. Als es den Boden erreicht, stirbt El-Kerim. Der Hochzeit von Kapitän Sindbad und Prinzessin Jana steht nun nichts mehr im Wege.

## Produktionsnotizen
Kapitän Sindbad entstand 1962 komplett in den Bavaria-Studios in München und wurde am 13. April 1963 in Deutschland uraufgeführt. Die Erstaufführung in den USA erfolgte am 19. Juni 1963.
Die Bauten entwarf das Ehepaar Werner und Isabella Schlichting. Als Chefrequisiteur wurde der erfahrene Filmarchitekt Arno Richter, dessen letzter Kinofilm dies war, eingesetzt. Die Kostüme besorgte Ingrid Winter. Charly „Bum Bum“ Baumgartner arrangierte die zahlreichen Spezialeffekte. Ernst Wild diente als einfacher Kameramann Chefkameramann Günther Senftleben, an dessen Seite Veteran Eugen Schüfftan ungenannt ebenfalls mehrere Szenen fotografierte. Walter Rühland sorgte für den guten Ton. Der spätere Starregisseur Hal Ashby diente bei diesem Film als einer von drei Schnittassistenten.

## Kritiken
„Bis zu den etwa letzten 20 Minuten ist dies grundsätzlich ein breit angelegtes Gemisch von einer Fantasy-Komödie, die einige quietschbunte Kulissen des alten Arabiens ausgießt. Bezüglich der Handlung haben wir hier einen drahtigen Sindbad (Guy Williams), der eine ausdruckslose Prinzessin (Heidi Brühl) aus den Händen eines schurkischen Herrschers (Pedro Armendariz) zu retten versucht und dabei von einem zechenden und aufstoßenden alten Zauberer unterstützt wird. Mit einer Art müden „Scheherazade“-Komposition versehen, trotzt Mr. Williams allem, von Krokodilen bis zu einem zwölfköpfigen Ungeheuer (zumindest nach unserer Rechnung), und man bekommt diese Art von harmlosen Trash vorgesetzt, den einige Kinder wohl noch tolerieren dürften. (…) Eine Ausstattungsszene, ein grelles Sumpfknäuel, ist raffiniert gemacht.“

„… ausgeklügelte, mit Effekten vollgestopfte aber behäbige, europäische Phantasie.“

„Ziemlich prachtvolle Abenteuerphantasie mit einem europäischen Touch, gute Trickeffekte und Vollblutauftritte.“

„Ein nur wenig märchenhaftes Spektakel um den legendären Seefahrer Sindbad, der eine orientalische Stadt vom Tyrannen befreit und die geliebte Prinzessin heimführt. Auf Äußerlichkeiten bedachte, aber weitgehend glanzlose Unterhaltung, immerhin routiniert fotografiert.“